# 龍珠寺銅鐘

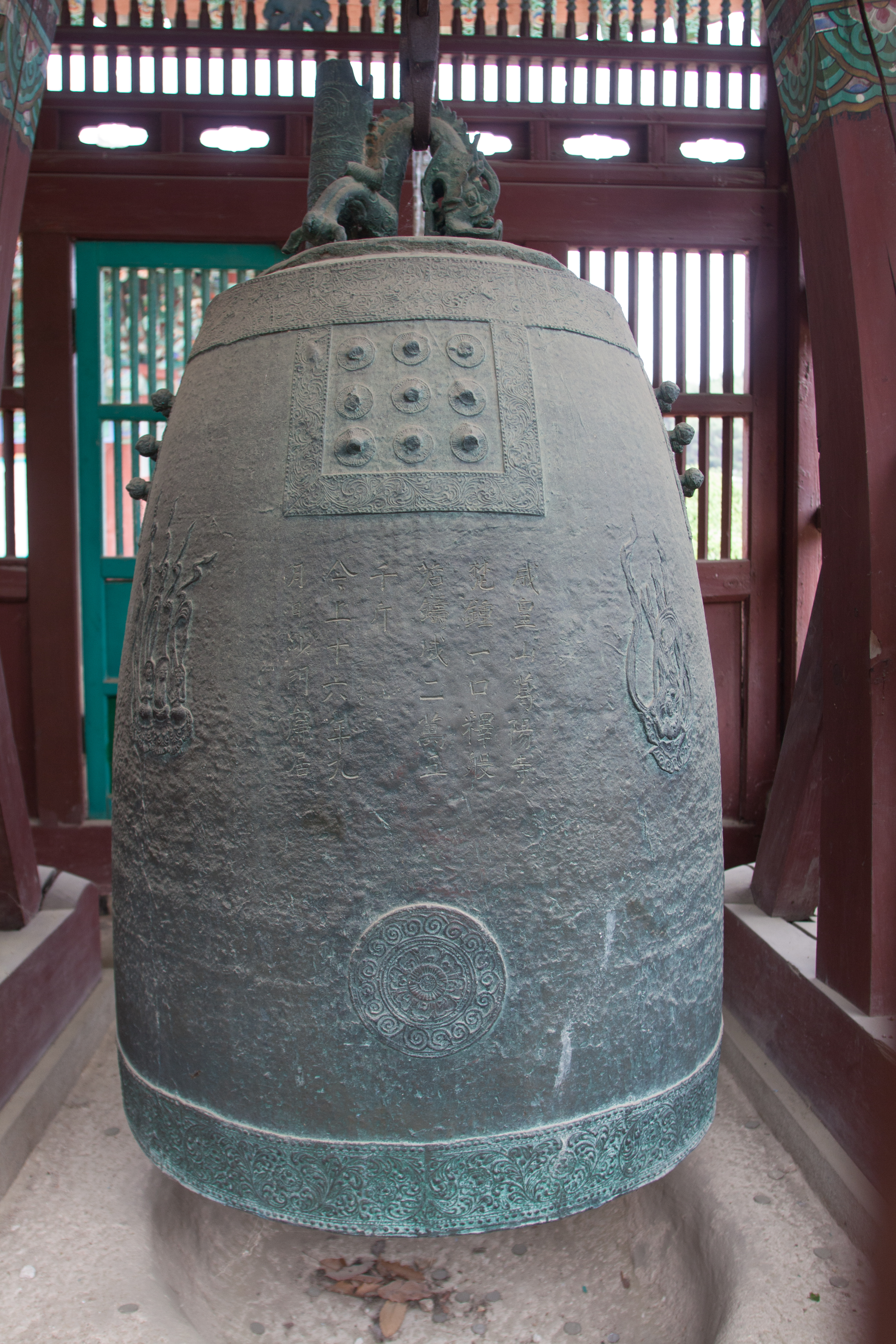

龍珠寺銅鐘（韓語：용주사 동종），位于韓國華城市龍珠寺，是韩国编号120的国宝，推測是高丽王朝的文物。钟高1.44米，直径87厘米。大韩民国国宝編號為#120。